# Ove Andersson (fotbollsspelare)
Ove Andersson, född 14 mars 1916 i Malmö, död 1983 i Borås, var en svensk fotbollsspelare som blev den första skyttekungen i Allsvenskan för Malmö FF när han säsongen 1938/1939 gjorde 16 mål. Titeln delade han med Yngve Lindgren i Örgryte IS och Erik Persson i AIK.
Trots skyttetiteln fick Andersson aldrig spela någon landskamp.

## Meriter
- Skyttekung i Allsvenskan: 1938/1939